# Jean-Michel Jarre
Jean-Michel André Jarre Embaixador(a) da boa vontade da UNESCO (Lyon, 24 de agosto de 1948) é um instrumentista, compositor e produtor musical francês. É filho do aclamado compositor de trilhas sonoras Maurice Jarre.
Jean-Michel é um pioneiro da new age, música eletrônica e música ambiente. É conhecido como um organizador de espetáculos ao ar livre de sua música, que combina luzes, displays de laser e fogos de artifício.
Filho de Maurice Jarre, um famoso compositor multipremiado que compôs temas para películas icónicas como Lawrence da Arábia (1962) ou Doctor Zhivago (1965).
No final dos anos 60 Jarre começou a experimentar visuais analógicos com sistemas de retroprojeção em larga escala com mistura de imagens e fluidos. Uma mente muito criativa, à frente de seu tempo, ele sempre imaginou música e imagem como uma boa combinação.
Seu primeiro grande sucesso foi o álbum Oxygène, lançado em 1976. Gravado em um estúdio improvisado em sua casa, o álbum vendeu cerca de 12 milhões de cópias em todo mundo. Oxygène foi seguido de Equinoxe, lançado em 1978, e em 1979, Jarre se apresentou para um público recorde de mais de um milhão de pessoas, na Praça da Concórdia, em Paris, França, um recorde que ele mesmo quebrou três vezes. Mais álbuns seguiram-se, e seu show de 1979 serviu como modelo para suas actuações futuras em todo o mundo.
Até o ano de 2004, Jarre tinha vendido aproximadamente 80 milhões de álbuns. Ele foi o primeiro músico ocidental a ser autorizado a realizar um show na República Popular da China, e detém o recorde mundial para a maior público num evento ao ar livre, alcançado no seu concerto em Moscovo em 6 de setembro de 1997, que contou com a presença de 3 milhões de pessoas.

## Biografia
Considerado por muitos o pioneiro na música electrónica pop, bem como um “quebra-recordes” de espectáculos ao ar livre nos quais inclui efeitos laser, de pirotecnia, conjugando imagens projectadas com a arquitectura existente no local do espectáculo, juntando a isso os efeitos surround dos seus temas. O seu primeiro single "oficial" foi La Cage/Erosmachine de 1970, as músicas são bastante experimentais. Muitos afirmam que Jarre gravou as escondidas nos estúdios da GRM durante a noite, e utilizou tudo que esteve em suas mãos para criar efeitos, como por exemplo uma máquina de escrever.
Jarre vendeu estimadamente 80 milhões de álbuns e singles ao longo da sua carreira (desde 1971) e bateu 4 recordes no Guinness World Records Book.
Em 1986 ele trabalhou num concerto com a NASA: o astronauta Ronald McNair iria tocar o solo de saxofone da música Rendez-Vous VI enquanto estivesse em órbita no Ônibus espacial Challenger, enquanto os seus batimentos cardíacos seriam usados como amostras de som na mesma música. Esta seria a primeira música gravada do espaço, a ser incluída no álbum Rendez-Vous. Após o desastre com a espaçonave Challenger em 28 de Janeiro de 1986, a música foi gravada com outro saxofonista, recebeu o nome de Last Rendez-Vous - Ron's Piece e tanto a música, como o álbum foram dedicados aos astronautas mortos no acidente com a Challenger. Ele é um Embaixador da Boa Vontade da UNESCO, dedicado à causa da cultura, informação e liberdade.

## Oxygene

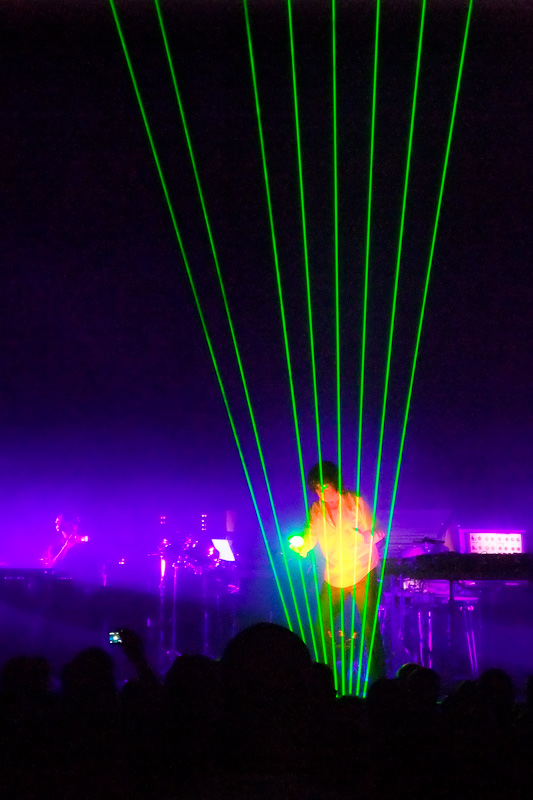
Jarre ao vivo tocando harpa a laser, Helsinki, Finlândia 2009.

Em 1976, é lançado pela Disques Dreyfus o seu primeiro LP totalmente instrumental e sintetizado, Oxygene, que teve um sucesso estrondoso na França e só um ano mais tarde é lançado no resto do mundo pela Polydor, obtendo igual importância em outros países como por exemplo, o Reino Unido, Portugal, Espanha, Estados Unidos, Brasil, etc.
Devido à grande importância de "Oxygene", Jean-Michel Jarre recebe ainda em 1976 vários galardões, como o 'Grand Prix Du Disques' da Charles Cross Academy. Em 1977 a revista americana "People", coloca Jean Michel Jarre como uma das personalidades do ano, feito notável para um artista francês que tinha acabado de lançar o seu primeiro álbum. Deste LP, para além da sua interessante capa, (o planeta Terra desfazendo-se, com um crânio por dentro), destacam-se os famosos singles Oxygene II e Oxygene IV, sendo o primeiro adaptado em vários anúncios comerciais, e o segundo alvo de variadíssimas covers e do seu primeiro video-clip, em que numa das versões mostra inúmeros pinguins andando no gelo.

## Música para supermercados
Em 1983, um grupo de pintores e escultores franceses iriam realizar uma exposição sobre supermercados. Assim tiveram a ideia de chamar um músico de grande prestígio para compor a base musical da exposição, então contactaram Jean-Michel Jarre.
Jarre se interessou pela ideia e compôs 30 minutos de música para a exposição. Foram 3 meses de trabalho. Durante esse período, ele comparou seu futuro álbum com uma pintura ou escultura. Assim decidiu que seria produzida apenas uma cópia e depois posta à venda; Depois da dita exposição ocorrida no Hotel Drout em 6 de julho de 1983, o álbum foi a leilão sendo vendido por 69 mil FF, tornando-se o álbum mais caro vendido na França. O dinheiro arrecadado foi doado aos artistas responsáveis pela exposição, e no mesmo dia o álbum foi tocado integralmente pela única vez na Radio Luxemburgo e o próprio Jarre autorizou que os ouvintes gravassem em fitas as músicas do álbum.
Embora o álbum seja único, algumas partes de seu conteúdo foram aproveitadas em futuros trabalhos de Jarre como Rendez-Vous e Zoolook.

## Os anos na Dreyfus
Jean Michel Jarre permaneceu por mais de 25 anos na gravadora francesa Disques Dreyfus, foi lá onde iniciou sua carreira com o apoio de Francis Dreyfus, o dono da gravadora. Enquanto esteve nela, lançou os álbuns mais bem sucedidos de sua carreira como Oxygene (1976), Equinoxe (1978) dentre outros. Na gravadora, Jarre também atuou como produtor e ajudou vários artistas e grupos musicais a conquistarem espaço na mídia francesa como foi o caso de Gérard Lenorman, Triangle, Christophe (com quem trabalhou também como produtor e letrista de seu single "Les Mots Bleus") além de produzir dois álbuns de Patrick Juvet.

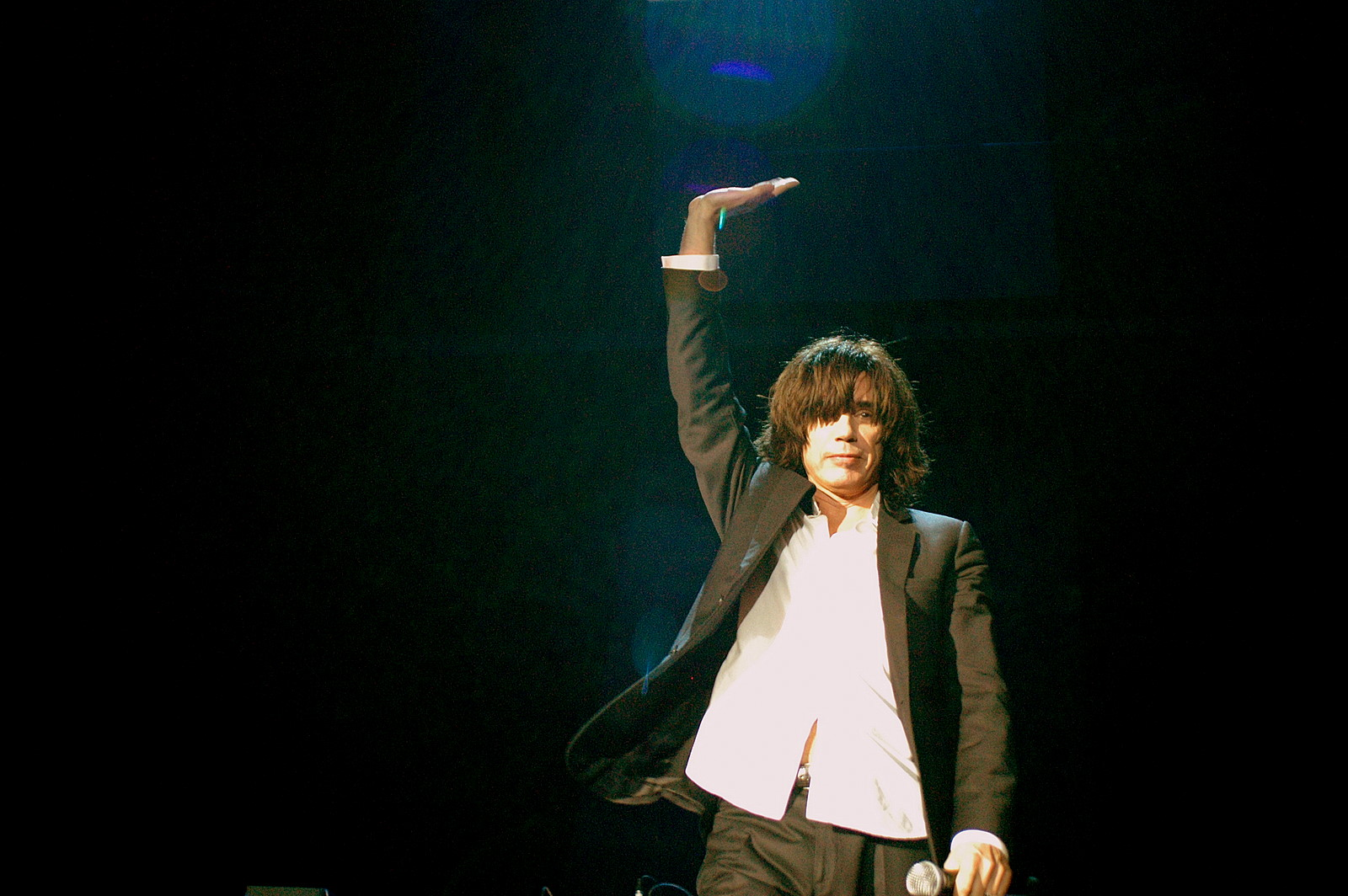
Jarre em um concerto da Oxygene Tour em Milão, Itália.

Mas com o passar do tempo, a Dreyfus não concordou com as experimentações que Jarre queria fazer, como os álbuns Sessions 2000 (2002) e Geometry of Love (2003), o que o levou a abandonar a gravadora. Com o rompimento do contrato, não foi permitido que Jarre recuperasse sua discografia oficial anterior ao ano 2000. Assim a Disques Dreyfus pode fazer o que bem entender com o catálogo antigo do maestro. Atualmente, depois de uma passagem pela Warner Music, Jarre está agora na EMI onde lançou um álbum em comemoração aos 30 anos do álbum Oxygene de 1976.

## In-Doors World Arena Tour 2009-2010
Após ter realizado durante o ano de 2008 uma turnê por vários países para celebrar o aniversário de seu primeiro sucesso, Oxygene de 1976, Jean Michel Jarre está preparando uma nova turnê que busca resgatar seus maiores sucessos em versões totalmente reformuladas. A grande surpresa é que assim como na turnê Oxygene, Jarre utilizará instrumentos analógicos e não fará uso de playback e computadores como era de costume em seus shows no passado. Será a primeira turnê em que não existe um álbum como carro-chefe, mas anunciou que novos materiais estariam sendo testados para utilizá-los em futuro álbum a ser lançado no fim de 2009 ou começo de 2010.

## Discografia

### Álbuns de estúdio
- 1972 Deserted Palace
- 1973 Les Granges Brulées
- 1976 Oxygene
- 1978 Equinoxe
- 1981 Magnetic Fields
- 1983 Music for Supermarkets
- 1984 Zoolook
- 1986 Rendez-Vous
- 1988 Revolutions
- 1990 Waiting For Cousteau
- 1993 Chronologie
- 1997 Oxygene 7-13
- 2000 Metamorphoses
- 2001 Interior Music
- 2002 Sessions 2000
- 2003 Geometry of Love
- 2007 Téo & Téa
- 2007 Oxygene: New Master Recording
- 2014 Electronica: The Time Machine
- 2015 Electronica 2: The Heart of Noise
- 2016 Oxygene 3
- 2016 Oxygene trilogy
- 2019 Snapshots From EóN - Jarrelab
- 2021 Amazônia
- 2021 Welcome to the Other Side
- 2022 Oxymore

NOTAS: "Les Granges Brulées" é a trilha sonora do filme de mesmo nome. "Music for Supermarkets" teve apenas um único exemplar feito. Os títulos em francês para "Magnetic Fields" e "Waiting For Cousteau" são, respectivamente, Les Chants Magnétiques e En Attendant Cousteau. "Interior Music" teve tiragem limitada de apenas 1 000 cópias. "Oxygene: New Master Recording" é também chamado "Oxygene: Live in Your Living Room".

### Álbuns ao vivo
- 1982 The Concerts in China / Les Concerts en Chine
- 1987 In Concert Houston-Lyon
- 1989 Jarre Live / Destination Docklands
- 1994 Hong Kong
- 2005 Space Of Freedom / Live From Gdansk
- 2005 Jarre In China

### Compilações
- 1983 The Essential Jean Michel Jarre
- 1985 The Essential 1976-1985
- 1991 Images - The Best of Jean Michel Jarre
- 2004 A.E.R.O.
- 2011 Essentials & Rarities (2CD)

### Outros álbuns
- 1991 Palawan
- 1992 Swatch the World
- 1994 Concert Acoustique
- 1994 Rarities
- 1994 Oxygene: Trance Remix
- 1995 Rarities 2
- 1995 Jarremix (remixes)
- 1997 Rarities 3
- 1998 Odyssey Through O2
- 2006 Sublime Mix (promo)
- 2006 The Symphonic Jean Michel Jarre (versões orquestradas)
- 2006 Live Printemps de Bourges 2002 (download digital apenas)

NOTA: O álbum "Odyssey Through O2", de 1998, é um álbum de remixes das músicas originais de Jarre, produzido por outros artistas.

### Singles
Abaixo estão os principais singles de Jean Michel Jarre, produzidos para si mesmo. Jarre também compôs muitas canções para outros artistas, em fins dos anos 60 e início dos anos 70, que foram lançadas como singles.
- 1971 La Cage/Erosmachine (7'single)
- 1972 Freedom Day/Synthetic Man (7'single)
- 1972 Viens Avec Nous (7'single)
- 1972 Pop Corn/Black Bird (7'single)
- 1973 Hypnose (7'single)
- 1974 Cartolina/Helza (7'single)
- 1975 La Belle Et La Bete (7'single)
- 1976 Oxygene - Part 4 (7'single)
- 1977 Oxygene - Part 2 (7'single)
- 1978 Equinoxe - Part 5 (7'single)
- 1978 Equinoxe - Part 4 (7'single)
- 1980 Jarre Et La Concorde (7'single)
- 1981 Magnetic Fields - Part 2 (7'single)
- 1981 Magnetic Fields - The Last Rumba (7'single)
- 1981 Magnetic Fields - Part 4 (7'single)
- 1982 Orient Express (7'single)
- 1982 Souvenir de Chine (7'single)
- 1984 Zoolook (7'single)
- 1998 Rendez-Vous 98
- 1998 Together Now
- 2007 Vintage
- 2007 Téo & Téa (feat. Benny Benassi)

## Videografia

### DVD
- 1997 Oxygene In Moscow
- 2004 Live In Beijing
- 2005 Jarre In China
- 2005 Solidarnosc Live
- 2007 Oxygene in Moscow DVD (inclui o show e o "The Making of Oxygene in Moscow")
- 2007 Oxygene: Live In Your Living Room (DVD 3D+CD)

### VHS
- 1980 Place de la Concorde
- 1989 The China Concerts
- 1989 Rendez-vous Houston: A City in Concert
- 1989 Rendez-vous Lyon
- 1989 Destination Docklands
- 1991 Images
- 1992 La Defense - A City In Concert
- 1994 Europe In Concert
- 1995 Concert pour la Tolerance
- 1998 Paris Live: Rendez-vous 98 Electronic Night